# Franciszek Węda
Franciszek Michał Węda (ur. 5 października 1893 w Tłuczani Górnej, zm. wiosną 1940 w Katyniu) – major piechoty Wojska Polskiego, kawaler Orderu Virtuti Militari, ofiara zbrodni katyńskiej.

## Życiorys
Syn Franciszka i Julii ze Stankowskich. Absolwent gimnazjum realnego z maturą w Wadowicach. W trakcie studiów na Wydziale Prawa Uniwersytetu Jagiellońskiego powołany do armii austriackiej (1913). Walczył na froncie rosyjsko-austriackim. Od 1915 w niewoli rosyjskiej. Po ucieczce z niewoli ponownie wcielony do c. i k. armii. Należał do POW.
Od 1918 w Wojsku Polskim. Od 1919 na froncie polsko-bolszewickim jako dowódca kompanii ckm 26 pułku piechoty, w Grupie „Bug”. W okresie międzywojennym pozostał w wojsku. Służył w 26 pp we Lwowie na stanowisku oficera sztabowego pułku. 18 lutego 1928 roku został mianowany majorem ze starszeństwem z 1 stycznia 1928 roku i 164. lokatą w korpusie oficerów piechoty. W listopadzie 1928 ogłoszono jego przeniesienie do Batalionu Podchorążych Rezerwy Piechoty Nr 2 Tomaszowie Lubelskim na stanowisko zastępcy dowódcy batalionu. Z dniem 15 lipca 1930 roku został przeniesiony do 53 pułku piechoty w Stryju na stanowisko kwatermistrza. W grudniu 1932 został przeniesiony do Korpusu Ochrony Pogranicza i wyznaczony na stanowisko dowódcy Batalionu KOP „Krasne”. Batalionem dowodził do 11 lipca 1938 roku, a następnie pełnił służbę na stanowisku komendanta Rejonu Uzupełnień Częstochowa.
W kampanii wrześniowej wzięty do niewoli przez Sowietów, osadzony w Kozielsku. Został zamordowany wiosną 1940 w lesie katyńskim. Figuruje na liście wywózkowej z 1 kwietnia 1940 roku, poz. 50.
Major Węda był żonaty, miał córkę Halinę.
5 października 2007 roku Minister Obrony Narodowej Aleksander Szczygło mianował go pośmiertnie do stopnia podpułkownika. Awans został ogłoszony 9 listopada 2007 roku, w Warszawie, w trakcie uroczystości „Katyń Pamiętamy – Uczcijmy Pamięć Bohaterów”.

## Ordery i odznaczenia
- Krzyż Srebrny Orderu Virtuti Militari nr 4710[1]
- Złoty Krzyż Zasługi (dwukrotnie: 10 listopada 1928[11], 11 listopada 1937[12][13])
- Medal Pamiątkowy za Wojnę 1918–1921[14]
- Medal Dziesięciolecia Odzyskanej Niepodległości[14]